# SD (rapper)
 For alternative betydninger, se SD. (Se også artikler, som begynder med SD)
Sadiki Thirston (født 7. november 1994), bedre kendt under kunstnernavnet SD, er en amerikansk rapper fra Chicago, Illinois.
Thirston var en del af Glory Boyz Entertainment med Chief Keef, Fredo Santana, Lil Reese, Gino Marley, Tadoe & Ballout.

## Tidligt liv
SD voksede op med at lytte til 50 Cent, Eminem, Gucci Mane og Cam'ron. Han var medlem af BD eller Black Diciple, en bande fra Chicago, Illinois.

## Diskografi

### Mixtapes
- Life of A Savage (2012)
- Life of A Savage 2 (2012)
- Life of A Savage 3 (2013)
- Life of A Savage 4 (2015)
- Just The Beginning (2015)

### Album
- Truly Blessed (2014)
- Pay Atttention (2018)